# Référentiel général de l'écoconception des services numériques
 (juin 2024).
Le Référentiel général de l'écoconception des services numériques (RGESN) est un référentiel français qui définit des pratiques d'écoconception numérique applicables au sein de l'État. Il s'inscrit à la suite d'autres référentiels publics, comme celui sur l'accessibilité.
La première version du référentiel a été publiée en fin 2022, à la suite des engagements d'une feuille de route du gouvernement début 2021. Elle a été pilotée par la Direction interministérielle du numérique, le Ministère de la Transition Écologique, l’Ademe et l’Institut du Numérique Responsable (INR). Fin 2021, la loi visant à réduire l’empreinte environnementale du numérique (REEN) confie à l'Arcep et à l'Arcom, la mission de rédiger ce référentiel. Une deuxième version est publiée en mai 2024.